# Insane (film)
Insane är en svensk skräckfilm från 2010 i regi av Anders Jacobsson och Tomas Sandquist. I rollerna ses bland andra Lars Bethke, Alida Morberg och Johanna Leamo.

## Om filmen
Inspelningen ägde rum på Hotell Brännebrona Gästis i Götene, Nynäshamn och Stockholm efter ett manus av Mikael Fuchs, Henrik Koelman, Jacobsson, Sandquist och Nathan Berry. Producenter var Koelman och Jacobsson och fotograf Jacobsson. Filmen gjordes tillgänglig för streaming via filmtjänsten Voddler den 15 oktober 2010 och hade biopremiär 31 oktober samma år på Bio Rio i Stockholm.

## Handling
En ung kvinna letar efter sin syster och tar in på ett ensligt hotell. Innehavaren David är till en början vändlig och hjälpsam, men efter en del efterforskningar inser kvinnan att det inte står rätt till.

## Rollista
- Lars Bethke – David
- Alida Morberg – Jenny
- Johanna Leamo – Sarah
- David Lenneman – John
- Lennart Ström – Frank
- Tommy Hall – Tom
- Maria Litorell – Davids mamma
- Anton Jacobsson – David som pojke
- Leif Henriksson – kund